# Allen Collins
Larkin Allen Collins jr., född 19 juli 1952 i Jacksonville, Florida, död 23 januari 1990 i Jacksonville, Florida, var en amerikansk gitarrist och originalmedlem i sydstatsrockbandet Lynyrd Skynyrd. Hans gitarrspel och låtskrivande var en av anledningarna till bandets succé. 
Collins och hans barndomsvänner Ronnie Van Zant och Gary Rossington startade i mitten av 1964 bandet som sedermera skulle komma att heta Lynyrd Skynyrd. Bandet blev en nationell succé år 1973 men upplöstes 1977 efter att tre av medlemmarna dött i en flygolycka.
Under det tidiga 1980-talet fortsatte Collins spela i band som Rossington Collins Band och Allen Collins Band. 1986 var Allen Collins inblandad en bilkrasch och det gjorde honom förlamad över nästan hela kroppen.
De överlevande medlemmarna i Lynyrd Skynyrd återförenades 1987, men eftersom Allen Collins var förlamad så fick han nöja sig med att vara manager för bandet.
Allen Collins dog 1990 till följd av sin tidigare olycka. Han är begravd i Jacksonville, Florida.

## Diskografi
Med Lynyrd Skynyrd
- (Pronounced 'Lĕh-'nérd 'Skin-'nérd) (1973)
- Second Helping (1974)
- Nuthin' Fancy (1975)
- Gimme Back My Bullets (1976)
- One More from the Road (1976)
- Street Survivors (1977)

Med Rossington-Collins Band
- Anytime, Anyplace, Anywhere (1980)
- This Is the Way (1981)

Med Allen Collins Band
- Here, There, and Back (1983)